# Burgruine Bellnhausen
Die Burgruine Bellnhausen steht im Ortsteil Bellnhausen der Gemeinde Gilserberg im nordhessischen Schwalm-Eder-Kreis.  Ihre Reste, geringe Mauerreste und Teile des Wassergrabens, befinden sich im Südwesten der zum Gut Bellnhausen gehörenden Parkanlage.

## Geschichte
Gegen Ende des 13. Jahrhunderts erbauten die ortsadeligen Herren von Bellnhausen eine kleine Turmhügelburg (Motte) auf einem von einem Wassergraben umgebenen Erdhügel. 1351 trugen sie Belnhus den Grafen von Ziegenhain zu Lehen auf und erhielten es als Burglehen zurück; eine Neubelehnung erfolgte 1405.  Um 1432 verkaufte Engelbrecht von Bellnhausen seinen Teil (ein Viertel) am Schloss Bellnhausen mit allem Zubehör an Graf Johann II. von Ziegenhain; dieses Teil fiel nach Johanns Tod im Jahre 1450 an die Landgrafschaft Hessen.  1556 sind die Herren von Bellnhausen letztmals bekundet, und die ihnen verbliebenen drei Viertel an Burg und Gut Bellnhausen kamen durch Erbschaft an Reinhard Schenk, der 1564 auch das ehemalige ziegenhainische Viertel mit landgräflich-hessischerer Genehmigung erwarb.  Ab 1623 war der Hof Bellnhausen dann an Dietrich von Werder und von 1671 bis 1752 an die Herren von Baumbach verlehnt.  
Die Burganlage wird bereits im 17. Jahrhundert als verfallen erwähnt. Im 18. oder zu Anfang des 19. Jahrhunderts wurde sie wegen Baufälligkeit abgebrochen.  